# Achberk
Achberk – wieś w Armenii, w prowincji Gegharkunik. W 2011 roku liczyła 278 mieszkańców.